# منتخب مارتينيك تحت 17 سنة لكرة القدم
منتخب مارتينيك تحت 17 سنة لكرة القدم (بالفرنسية: Équipe de la Martinique des moins de 17 ans de football)‏ هو ممثل مارتينيك الرسمي في المنافسات الدولية في كرة القدم تحت 17 سنة .